# Mycalesis rampaiana
Mycalesis rampaiana är en fjärilsart som beskrevs av Dudley Moulton 1915. Mycalesis rampaiana ingår i släktet Mycalesis och familjen praktfjärilar. Inga underarter finns listade i Catalogue of Life.